# Galéasse

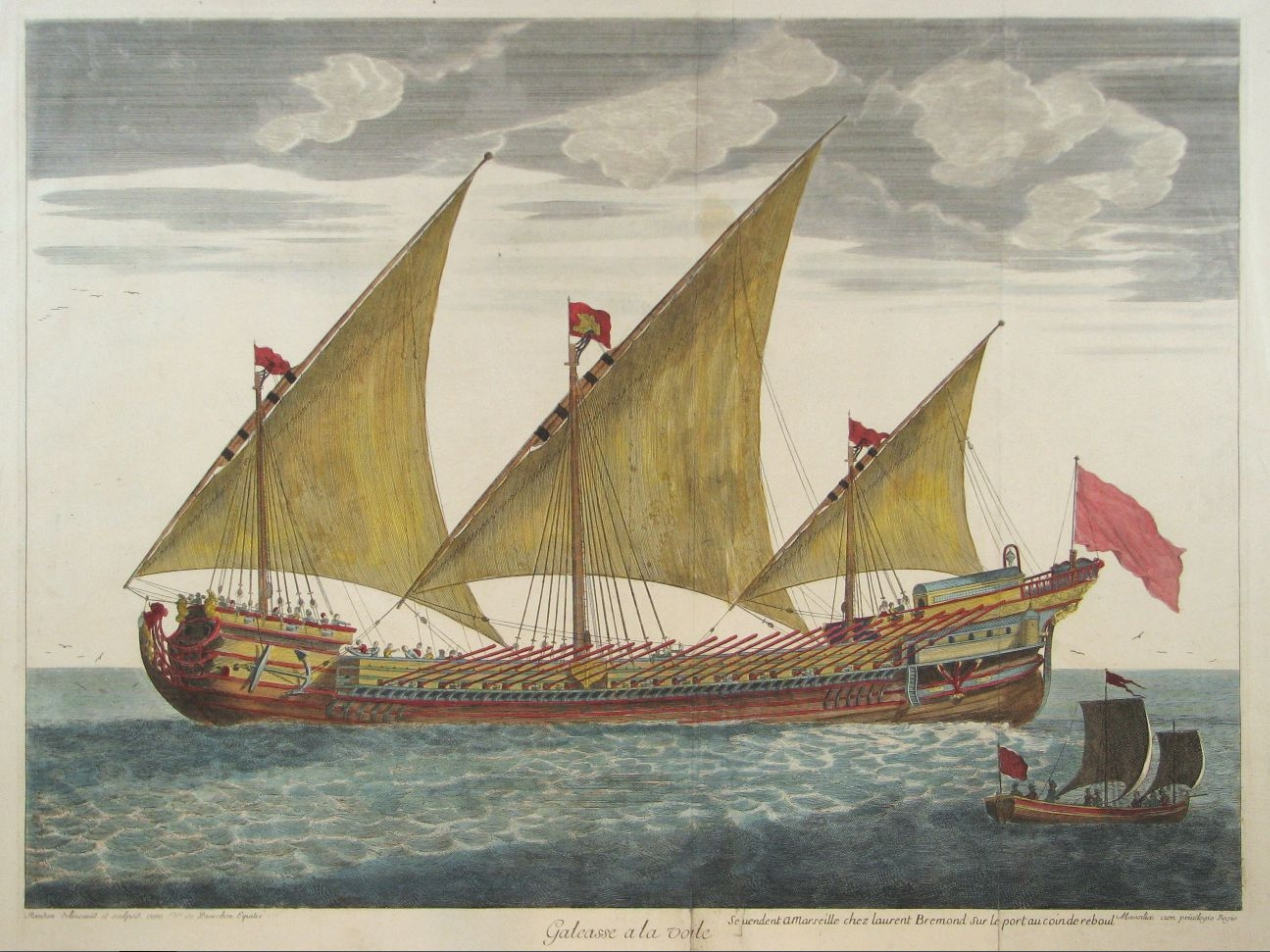
Galéasse à la voile (gravure sur cuivre, 1690).

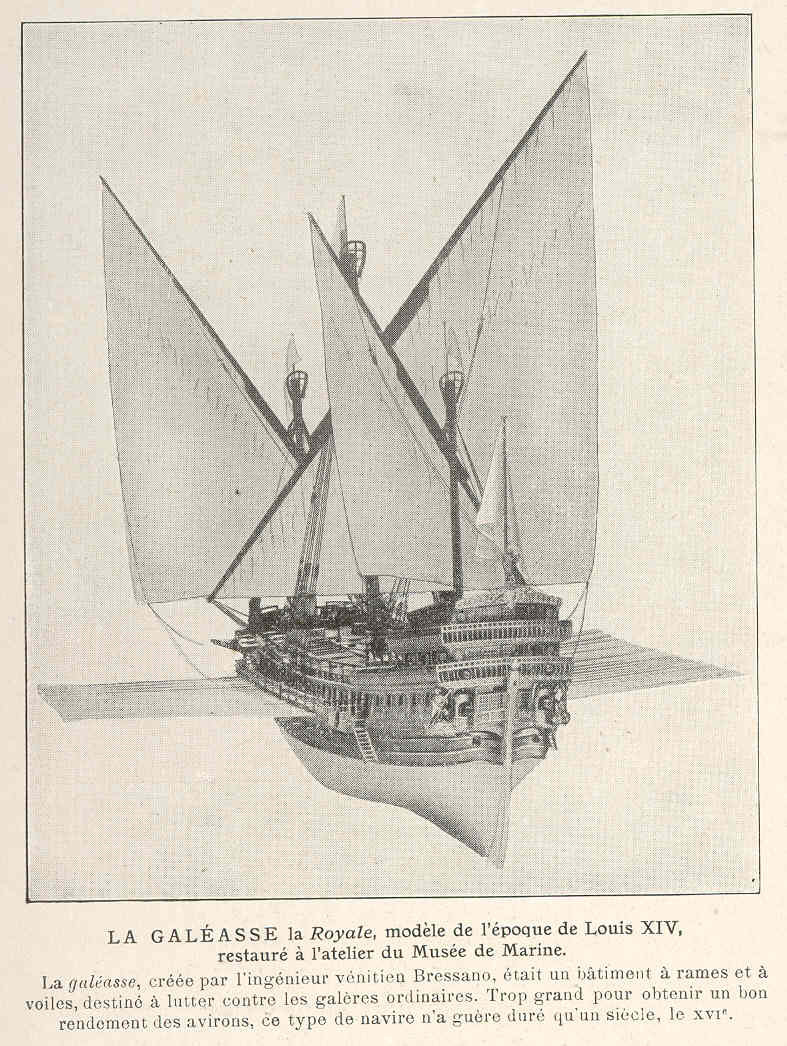
Galéasse La Royale (modèle de l’époque de Louis XIV).

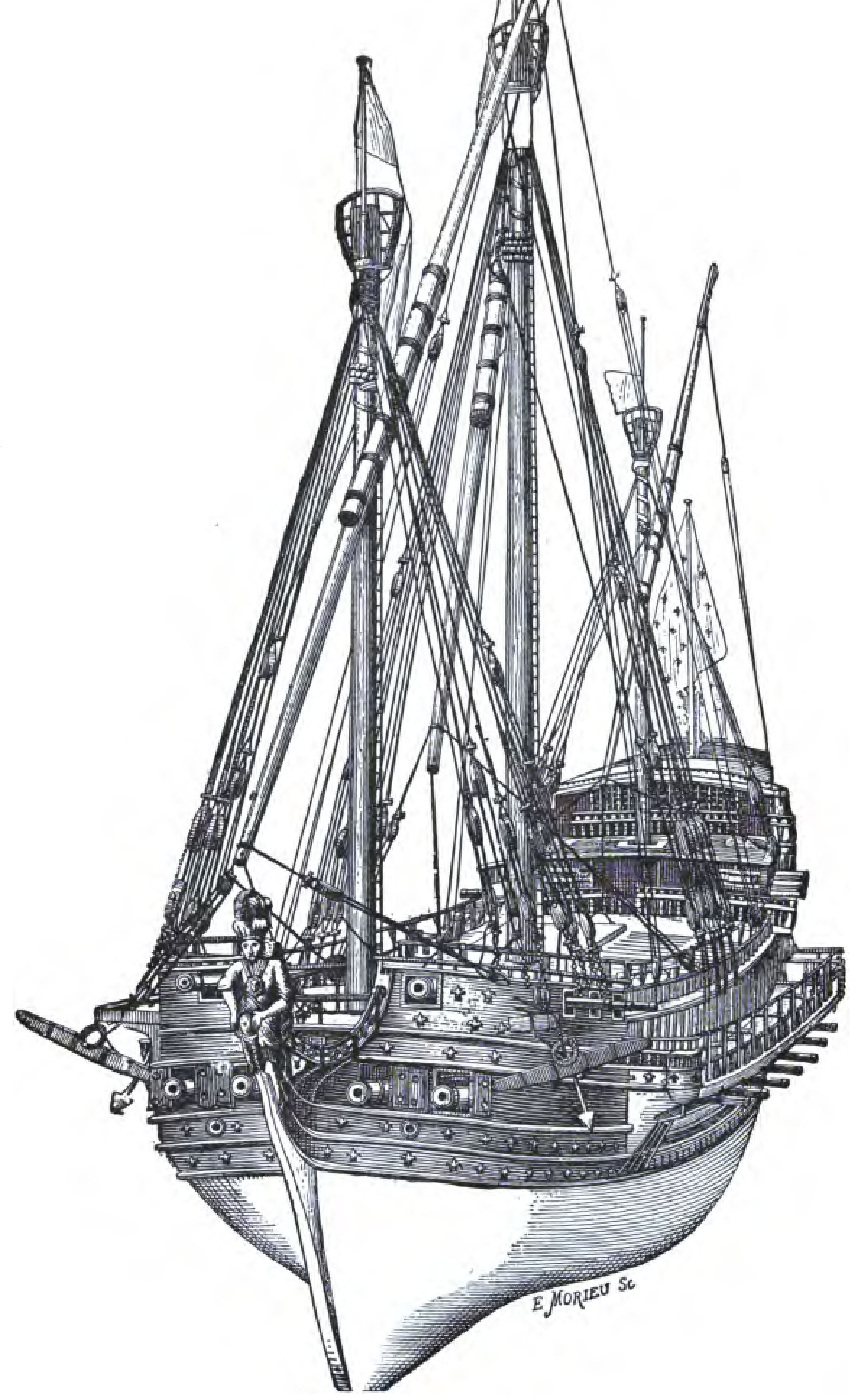
Une galéasse, vers 1600. La galéasse, surclassée par le vaisseau de ligne, disparait du paysage maritime au XVIIe siècle, alors que la galère et le galion se maintiennent jusqu'au début du XIXe siècle. (Dessin du XIXe siècle).

La galéasse ou galéace  est un grand navire à trois-mâts à voiles latines et rames, dérivé des galères, mais plus grande que ces dernières (les plus grands bâtiments de l'époque).
Inventée et utilisée par les vénitiens pour le commerce à la fin du XIIIe siècle, les galéasses sont par la suite utilisées comme navire de guerre comme à la bataille de Lépante en 1571, puis destiné a lutter contre les galères ordinaires ou escorter les transports de marchandise.
Trop grandes pour obtenir un bon rendement des avirons, l'âge d'or des galéasses ne dure qu'un siècle : entre le XVIe siècle et le début du XVIIe siècle. Les galéasses sont rapidement supplantées par les galions, sans rames et avec des voiles carrés sur les mâts avant, constituant les premiers vaisseaux de ligne, au début du XVIIe siècle. Les voiles carrés apparaissent également sur les dernières évolutions de galéasses avant leur disparition.

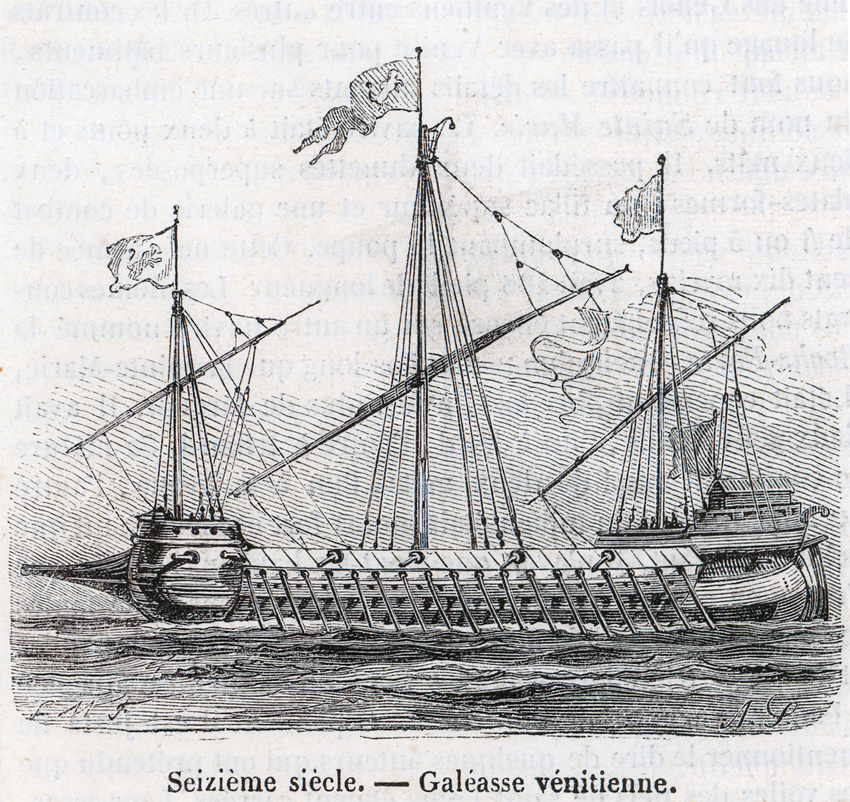
Galéasse vénitienne au seizième siècle.

## Historique et utilisation

### Une innovation d’abord destinée au commerce (XIIIe–XVIesiècles)
Au Moyen Âge, Venise met au point ce navire pouvant utiliser la rame tout en portant une voilure respectable. Pour son commerce, la « Sérénissime République » recherchait un navire plus rapide que les naves, portant plus de charge qu’une galère et pouvant assurer sa défense sans escorte coûteuse. La galéasse résulte de cette recherche et fut le vecteur du commerce vénitien du XIIIe au XVIe siècle. La première galeazza di mercancia semble avoir été construite par Demetrio Nadal en 1294. L’Arsenal s’assure rapidement le monopole de ce type de construction : le navire a une longueur de 41 m, une largeur de 6 m, avec un creux de 2,70 m. Au début, on rame alla zenzile à deux rameurs et deux rames par banc ; la taille des coques augmentant, on passe à trois rames et à trois hommes par banc.
Le déplacement de ces navires exige une voilure latine importante et en plus d’un grand mât (l’arbre de mestre), équipé d’une antenne et d’une voile latine de grande taille, on voit apparaître une misaine latine (le trinquet) et un artimon (la méjane). Ces deux dernières voiles servent beaucoup plus à l’évolution qu’à la propulsion de ces grandes coques.
Avec ses galéasses, Venise assure un service régulier, deux fois par an, entre l’Orient (Constantinople ou les territoires sous contrôle vénitien) et sa lagune, et entre ses entrepôts et l’Occident jusqu’aux Flandres. Fortement armées — leurs rameurs, libres, étant autant de combattants —, les galéasses naviguent en groupes, à l’abri de presque toutes les attaques des pirates ou corsaires musulmans. Aussi se voient-elles confier les frets de grande valeur : épices ou soieries. Avec le temps, la taille des galéasses augmente. Leur capacité de charge passe de 70 tonneaux en 1303 à 280 en 1570.

### De Lépante à l’Invincible Armada: une courte carrière militaire
À la fin du XVIe siècle, la menace turque devient de plus en plus pressante. La « Sublime Porte », qui semble vouloir prendre le contrôle de toute la Méditerranée, pousse le Pape à prêcher une véritable croisade navale à laquelle se rallient l’Espagne et la plupart des villes italiennes dont Venise. Dans le secret de son arsenal, Venise arme tout ce qu’elle possède et transforme six de ses vieilles galéasses de commerce en bâtiments de combat. À la place du fret, elles reçoivent une cinquantaine de bouches à feu, de tous calibres, tirant sur les flancs, à une époque où les galères ne portent que quelques pièces en chasse, c'est-à-dire sur l’avant et tirant dans l’axe du navire. Les bâtiments, redoutables plates-formes d’artillerie, créent la surprise à la bataille de Lépante en dévastant et coulant nombre de galères turques.
La galéasse se veut la synthèse du galion et de la galère, du navire de combat du Ponant (Atlantique) et du navire de combat du Levant (Méditerranée) et fait son apparition vers 1550, soit 21 ans avant d’entrer dans l’histoire à Lépante. Héritière de la galéasse médiévale, c’est le plus grand de tous les bâtiments à rames. Elle comporte 25 rangs de rameurs, occupés chacun par 7 hommes ; elle embarque 200 soldats et 36 pièces d’artillerie, de sorte que la galéasse apparaît comme une véritable forteresse, dont la longueur peut atteindre 50 m et la largeur 7,30 m. Inventée probablement par Cristoforo de Canale, la galéasse est mise au point par Giovan Andrea Badoer en 1568. Au départ, il s’agit d’une adaptation des galere grosse, galères de commerce qui depuis le XIVe siècle, assuraient les liaisons régulières entre la Flandre et Venise.
La galéasse est alors un trois-mâts comme n’importe quel galion, mais en Méditerranée, elle est gréée en voilures latines comme l’atteste la maquette du musée de la Marine à Paris. Lorsqu’elle passe le détroit de Gibraltar, elle s’adapte aux nécessites de l’Atlantique, puisque misaine et grand mât sont gréés à voile carrée comme le prouve le tableau du National Maritime Museum à Greenwich, représentant l’Invincible Armada. Comme sur les galères romaines antiques, les rameurs sont protégés par un pont, sur lequel est placé l’artillerie et où évoluent les soldats porteurs de la mousqueterie. Les pièces de gros calibre sont placées à l’avant, dans un château de forme ronde, analogue à la rondella des fortifications terrestres. Elles constituent une sorte de batterie flottante.
Comme les galéasses ont largement contribué à la victoire de Lépante, les grandes marines italiennes l’adoptent immédiatement. L’Espagne fait de même, le navire complétant les galions des escadres madrilènes. Pourtant, la carrière militaire de la galéasse sera courte. Navire hybride, elle est censée ajouter les qualités de la galère à celles du galion, mais en vérité, elle en additionne plutôt les défauts. Si la galéasse est à l’aise en Méditerranée contre les galères turques, c'est nettement moins le cas dans l’Atlantique où le navire est sensible à la houle, comme tous les navires à rames. En 1588, lors de la tentative d’invasion espagnole de l’Angleterre, les galéasses de l’Invincible Armada sont surclassées par les navires de guerre anglais. Au XVIIe siècle, les galéasses disparaissent définitivement du paysage militaire au profit du vaisseau de ligne, à la manœuvrabilité et à la puissance de feu bien supérieure. Les deux navires dont est issue la galéasse auront une durée de vie plus longue. Les galions espagnols navigueront jusqu’au début du XIXe siècle dans le Pacifique, à peu près au même moment où les galères livreront leur dernier combat.
| Représentation des galéasses dans la marine de guerre | Représentation des galéasses dans la marine de guerre | Représentation des galéasses dans la marine de guerre |
| ----------------------------------------------------- | ----------------------------------------------------- | ----------------------------------------------------- |
|                                                       |                                                       |                                                       |

## Exemples de navires
- La Real est le navire amiral de Don Juan d'Autriche lors de la Bataille de Lépante.
- La Girona, galéasse napolitaine, armée pour les besoins de l'Invincible Armada de 1588.